# 3.00 A.M. Serenades
3.00 A.M. Serenades är den svenska popsångerskan Marit Bergmans debutalbum, utgivet 2002 på Bergmans eget skivbolag Sugartoy Recordings. I och med stor uppmärksamhet återutgavs albumet 2003 av skivbolaget BMG.
Från skivan släpptes singlarna "This Is the Year" och "To Brazil".

## Låtlista
Där inte annat anges är låtarna skrivna av Marit Bergman.
1. "This Is the Year" - 3:04 (Daniel Värjö, Linda Hörnqvist, Mattias Areskog, Åsa Jacobsson)
2. "Julia" - 2:46
3. "To Brazil" - 2:35
4. "It Would Have Been Good" - 3:06
5. "Waste More Time" - 3:39
6. "Keanu Eyes" - 3:15
7. "You Did Not Love Me at All" - 2:45
8. "I Take My Wings Off You" - 2:59
9. "Nightlife" - 4:03
10. "Girl Figure Skater" - 3:50
11. "Between the Lines" - 4:30

## Personal
- Andreas Forsman - fiol (1, 8)
- Björn Hansell - inspelning (1-4, 6-11)
- Björn Yttling - producent, stråk- och blåsarrangemang, harpa (Arpeggio), piano (5), programmering (5)
- Brita Zilg - omslagsdesign
- Daniel Johansson - trumpet (3, 8)
- Daniel Värsjö - elgitarr, akustisk gitarr (6)
- Frida Hyvönen - bakgrundssång (3, 11)
- Henrik Jonsson - mastering
- Johan Brändström - akustisk gitarr (2)
- Johan Gustavsson - inspelning (1-4, 6-11), akustisk gitarr (3), mixning (4)
- Jon Bergman - design (foton)
- Lasse Mårtén - inspelning (5)
- Linda Hörnqvist - trummor
- Linus Larsson - slagverk (3, 8)
- Ludvig Rylander - tenorsaxofon (3)
- Marit Bergman - akustisk gitarr (1, 2, 4, 10), elgitarr (2, 5-9, 11), producent, synth (1, 8)
- Mattias Areskog - bas
- Mattias Hellberg - munspel (6)
- Pelle Gunnerfeldt - mixning (1-2, 5-11), inspelning 1-4, 6-11)
- Åsa Jacobsson - orgel, piano (4, 6, 8), wurtilitzerorgel (4, 6)

## Mottagande
Skivan snittar på 3,2/5 på Kritiker.se, baserat på fyra recensioner. Svenska Dagbladet gav betyget 4/6. Recensenten Stefan Malmqvist skrev "Låtarna på 3.00 A.M. Serenades får ta de vägar de vill.
Popmelodierna tillåts att forsa fram i kaskader när det behövs och i "Keanu Eyes" får gamlingarna i Velvet Underground komma in på besök."
Musiklandet gav betyget 4/5. Recensenten Anna Sims avslutade recensionen med att skriva "Hon är Marit Bergman och deklarerar i första låten att detta är hennes år och vem kan förneka henne det."
Nöjesguiden var inte lika positiv i sin recension. Recensenten Patrik Forshage avslutade recensionen med att skriva "Wannadies är fortfarande ohotade på den svenska powerpopscenen, men med utveckling av rutin och teknik kan Marit Bergman mycket väl vara den som tar över titeln. Det lär dock dröja."

## Priser och utmärkelser
Bergman mottog 2003 priset i kategorin "Årets kvinnliga artist" på P3 Guld-galan. Prisutdelare var bandet Hammerfall tillsammans med Miss Universum.

### Fotnoter
1. ↑  ”3.00 A.M. Serenades”. Discogs.com. http://www.discogs.com/Marit-Bergman-300-AM-Serenades/release/592805. Läst 22 januari 2012.
2. ↑  ”Diskografi”. Discogs.com. http://www.discogs.com/artist/Marit+Bergman. Läst 22 januari 2012.
3. ↑  ”3.00 A.M. Serenades”. Kritiker.se. Arkiverad från originalet den 15 juni 2014. https://web.archive.org/web/20140615012644/http://kritiker.se/skivor/marit-bergman/300-am-serenades/. Läst 22 januari 2012.
4. ↑  Malmqvist, Stefan (26 april 2002). ”Marit Bergman - 3.00 A.M. Serenades”. Svenska Dagbladet. http://www.svd.se/kultur/musik/-_26973.svd. Läst 22 januari 2012.
5. ↑  Sims, Anna (5 juni 2002). ”Som det är - i verkligheten”. Musiklandet.se. Arkiverad från originalet den 25 maj 2012. https://archive.is/20120525110018/http://www.musiklandet.se/ml/index.nsf/1?Open&a=sk&id=FF1B74E47733E916C1256BCF00304312. Läst 22 januari 2012.
6. ↑  ”Marit Bergman”. Nöjesguiden. http://nojesguiden.se/recensioner/musik/marit-bergman. Läst 22 januari 2012.
7. ↑  ”P3 Guld 2003”. Sveriges Radio. http://sverigesradio.se/sida/artikel.aspx?programid=3964&artikel=4769014. Läst 22 januari 2012.